# Issigau
Issigau er en kommune i Landkreis Hof i den nordøstlige del af den bayerske regierungsbezirk Oberfranken i det sydlige Tyskland. Den er en del af Verwaltungsgemeinschaft Lichtenberg.

## Geografi
Issigau ligger ved den østlige udkant af Naturpark Frankenwald. Nabokommunerne er (med uret, fra øst): Berg, byerne Naila og Lichtenberg samt Blankenstein og Blankenberg i den thüringske Saale-Orla-Kreis.

### Inddeling
Kommunen blev dannet i 1978, ved en sammenlægning af de tidligere selvstændige kommuner Issigau, Reitzenstein, Kemlas og Eichenstein. Derudover ligger i kommunen følgende landsbyer og bebyggelser:
- Griesbach
- Wolfstein
- Heinrichsdorf
- Preußenbühl
- Kupferbühl
- Neuenmühle
- Saarhaus
- Sinterrasen
- Unterkemlas
- Untereichenstein
- Unterwolfstein